# Lada Samara
O Samara foi um automóvel compacto da montadora russa Lada, produzido em carrocerias hatch e sedan, de 3, 4 e 5 portas.

## História[1]
O Samara foi lançado pela Lada em 1984, oficialmente como Sputnik ou VAZ-2108 no mercado soviético. O nome vem de uma cidade russa e foi escolhido para ser o nome do modelo para os mercados de exportação. O modelo dois-volumes era baseado na plataforma do Fiat 124, e lembrava o já conhecido Volkswagen Passat, já que foi desenvolvido pelo mesmo projetista: o italiano Giorgetto Giugiaro. O projeto foi encomendado à Porsche pela AutoVAZ. Tinha um desenho bem simples, com linhas retas, frente baixa, para-choques envolventes e grande área envidraçada.
Projetado para ser um veículo simples, durável e barato por um preço acessível, contava com tração dianteira (sendo o primeiro veículo da marca com tração dianteira), motor transversal, câmbio de 5 marchas, suspensão com atualizações e motorizações diferentes que iam de 1.1 a 1.5 litros. Apesar de ter boa estabilidade, pecava no acabamento, design, qualidade de construção e motor, que tinha sérios problemas de carburação e funcionamento.
Em 1990, a Lada lançou a versão sedã: o Forma, conhecido no mercado soviético como VAZ- 21099, que tinha algumas modificações de acabamento interno e motorização comparado ao hatch. Foi descontinuado em 2011 para dar lugar ao Kalina.

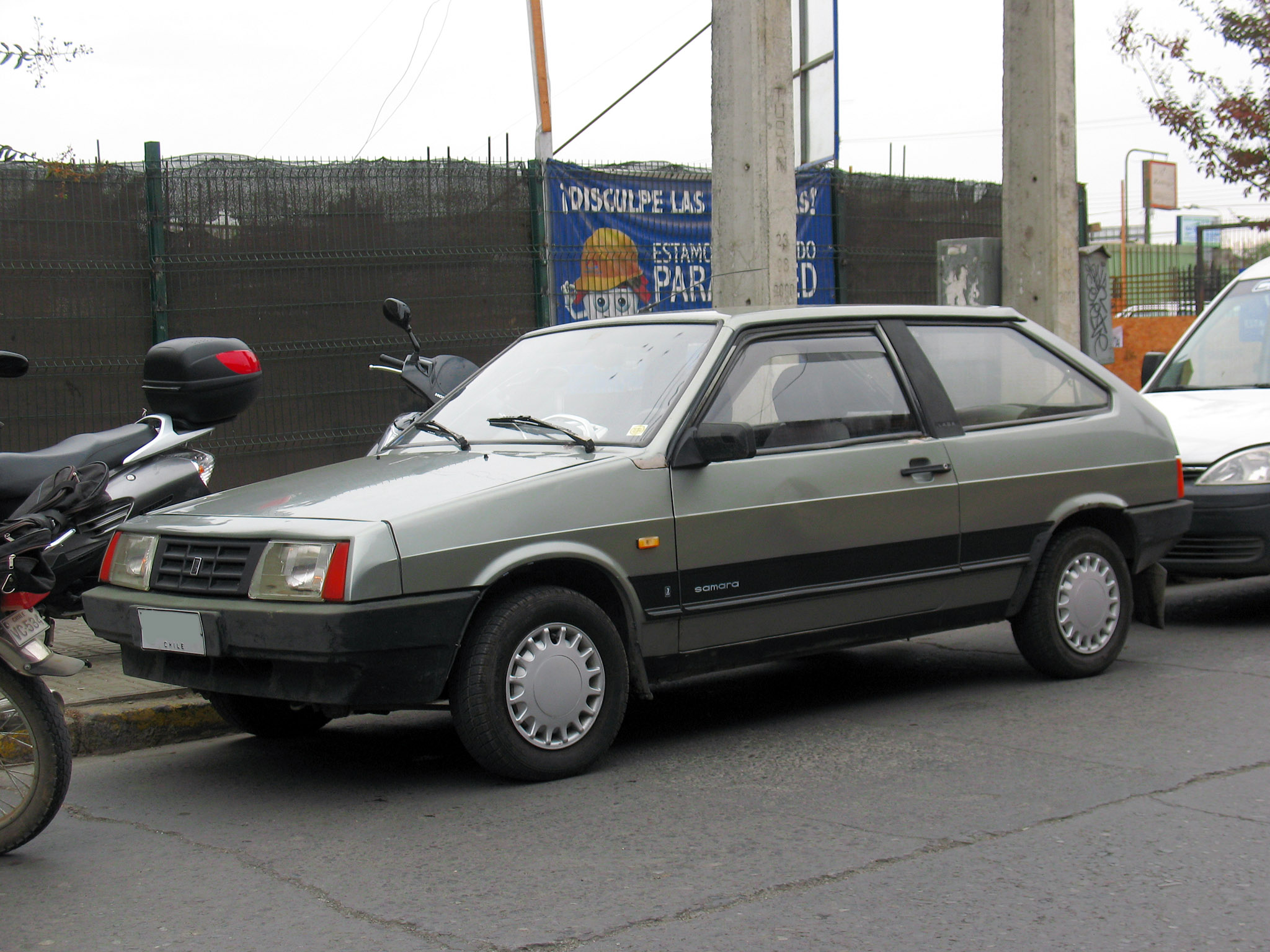
Modelo Samara 1100 fabricado em 1991.

## O Samara no mercado brasileiro[4]
O Samara chegou ao mercado no início da década de 90, quando o então presidente Fernando Collor autorizou a reabertura das importações de automóveis. A Lada foi uma das primeiras marcas a introduzir seus veículos no mercado. Além dele, vieram para cá o Laika e o Niva, montados em um grande centro de operações na cidade de Barueri, São Paulo.
O modelo chegou ao mercado nacional com versões de 3 e 5 portas e motores 1.3 de 65 cv ou 1.5 de 72 cv, ambos carburados. Nos primeiros anos, vendeu bem e foi um sucesso de vendas, devido ao baixo custo e pela grande quantidade de itens de série, praticamente inexistentes nos modelos nacionais populares. A versão mais cara era 25% mais barato que um Peugeot 205 básico e 30% menos que o Hyundai Excel, então concorrentes nesse segmento.
Entretanto, alguns problemas mancharam a reputação do compacto: qualidade baixa de construção, pós-venda deficiente e problemas de adaptação ao clima brasileiro. O importador não adaptou os carros para rodar com a gasolina com álcool vendida aqui, o que causava sérios problemas de mau funcionamento na carburação.
Em agosto de 1992, a revista automotiva Quatro Rodas publicou o teste de Longa Duração feito com um exemplar do Samara, sendo o primeiro hatch importado em teste desde 1973. Depois de cerca de 60.000 KM e de uma série de defeitos e falhas da rede concessionária, a revista reprovou o veículo.
Devido a queda nas vendas e a brusca mudança de cobrança de impostos para montadoras que não tinham fábricas em território nacional, a Lada parou de importar seus automóveis em 1995. Até hoje é possível encontrar exemplares do Samara rodando com algumas modificações de motor.

## Fim da produção[9]
No final de 2013, o Samara finalmente tem sua produção encerrada após quase 30 anos de fabricação ininterrupta. As linhas de produção do compacto deram lugar ao novo compacto Granta, baseado na plataforma do Kalina, produzido em parceria com a Renault.